# Lehtmetsa (Albu)
Lehtmetsa – wieś w Estonii, w prowincji Järva, w gminie Albu.